# Ophelia: revista de teatro y otras artes
Ophelia. Revista de teatro y otras artes es una publicación española fundada en 1999, en Madrid, España. En su versión en papel contaba con periodicidad semestral y posteriormente anual. Trata sobre la relación del teatro con las demás artes, investigando lenguajes comunes.
La edición corrió de parte del Grupo de investigación teatral Blenamiboá. Su primer director fue Domingo Ortega Criado (1999-2000), al que sustituyó Sergio Herrero Serradilla. El diseño corre a cargo de Marta Azparren. Los seis primeros números fueron editados en papel, pasando luego al formato virtual. Cuenta con una sección de crítica teatral y un foro de discusión sobre las artes escénicas. 
La revista tiene carácter temático y centra cada número en una cuestión concreta, siempre vinculando al teatro con otras realidades. Ha dedicado números al teatro y la memoria, al teatro y la vejez, al teatro y la infancia... En ella han colaborado especialistas como Marco Antonio de la Parra, Juan Mayorga Jesús Barranco o Agustín García Calvo, y se han publicado obras de Marco Antonio de la Parra, Angélica Liddell, Juan Claudio Burgos Droguett o Rafael Spregelburd.

## Números publicados
- 1. Metateatro
- 2. Teatro y memoria
- 3. Teatro y psiquiatría
- 4. Teatro y sueños
- 5. Teatro y política
- 6 y 7 (número doble) Teatro e infancia (y juventud)
- 8. Teatro y vejez (en línea)
- 9. Teatro y muerte (en línea)
- 10. Teatro y poesía (en línea)